# 倪興
倪興（？—？），中國清朝武官官員，本籍福建漳州。倪興於1721年（康熙60年）奉旨接替許雲，於台灣地區擔任台灣水師協副將。而隸屬台灣鎮之下的此官職是台灣清治時期中的這階段，全台灣的海防軍事層級最高武將，其統帥三營兵力，約數千名水師兵勇。
| 前任： 許雲 | 台灣水師協副將 1721年上任 | 繼任： 朱文 |